# Alfred Sisley
Alfred Sisley, britansko-francoski impresionistični krajinski slikar, * 30. oktober 1839, Pariz, † 29. januar 1899, Moret-sur-Loing.
Bil je impresionistični krajinski slikar, ki se je rodil in preživel večino svojega življenja v Franciji, vendar je obdržal britansko državljanstvo. Bil je najbolj dosleden impresionist v svoji predanosti slikanju krajine na prostem (en plein air). V figurativno slikarstvo se je oddaljil le redko in za razliko od Renoirja in Pissarroja ugotovil, da impresionizem izpolnjuje njegove umetniške potrebe.
Med njegovimi pomembnimi deli je vrsta slik reke Temze, večinoma okoli palače Hampton Court, naslikana leta 1874 in krajine, ki prikazujejo kraje v ali v bližini Moret-sur-Loing. Pomembne slike Sene in njenih mostov v nekdanjem predmestju Pariza so kot številne njegove krajine, za katere je značilna mirnost, v bledih odtenkih zelene, roza, vijolične, prašne modre in smetanaste. Z leti se je Sisleyjeva moč izražanja in intenzivnost barv povečala.

## Življenjepis
Sisley se je rodil v Parizu premožnim britanskim staršem. Njegov oče William Sisley se je ukvarjal s podjetjem s svilo, njegova mati Felicia Sell pa je bila kultivirana glasbena poznavalka.
Leta 1857 so Sisleyja pri 18 letih poslali v London na študij poslovne kariere, vendar ga je po štirih letih opustil in se leta 1861 vrnil v Pariz. Od leta 1862 je študiral na pariškem École des Beaux-Arts v ateljeju švicarskega umetnika Marca-Charlesa-Gabriela Gleyrea, kjer se je seznanil s Frédéricom Bazillejem, Claudom Monetom in Pierre-Augustom Renoirjem. Skupaj so slikali krajine na prostem in ne v studiu, da bi resnično ujeli prehodne učinke sončne svetlobe. Takšen, takrat inovativen pristop je povzročil, da so slike bolj barvite in splošno naslikane, kot je bila navajena javnost. Posledično so imeli Sisley in njegovi prijatelji na začetku le malo možnosti za razstavljanje ali prodajo svojih del. Njihova dela je običajno zavrnila žirija najpomembnejše umetniške razstave v Franciji, letnega Salona. V 1860-ih pa je bil Sisley v boljšem finančnem položaju kot nekateri kolegi umetniki, saj je prejemal dodatek od očeta.
Leta 1866 je Sisley začel razmerje z Eugénie Lesouezec (1834–1898; znana tudi kot Marie Lescouezec), Bretonko, ki je živela v Parizu. Par je imel dva otroka: sina Pierra (rojen 1867) in hčer Jeanne (1869). Takrat je Sisley živel nedaleč od Avenue de Clichyja in kavarne Guerbois, kjer je bilo zbirališče številnih pariških slikarjev.
Leta 1868 so bile njegove slike sprejete na Salonu, vendar mu razstava ni prinesla finančnega ali uspeha kritikov. To se ni zgodilo niti na poznejših razstavah.
Leta 1870 se je začela francosko-pruska vojna. Posledično je propadel posel Sisleyevega očeta in  slikarjevo edino podporno sredstvo je postala prodaja njegovih del. Do konca življenja je živel v revščini, saj so se njegove slike šele po smrti bolje prodajale . Občasno so Sisleyja podprli pokrovitelji in to mu je med drugim omogočilo nekaj kratkih potovanj v Britanijo.
Prvo od njih se je zgodilo leta 1874, po prvi samostojni razstavi impresionistov. Rezultat nekaj mesecev, preživetih v bližini Londona, je bila serija skoraj dvajset slik Zgornje Temze blizu Moleseyja, ki jih je pozneje umetnostni zgodovinar Kenneth Clark označil za »popoln trenutek impresionizma«.
Do leta 1880 je Sisley živel in delal na podeželju zahodno od Pariza; nato se je z družino preselil v majhno vasico v bližini Moret-sur-Loing, blizu Fontainebleauškega gozda, kjer so slikarji barbizonske šole delali na začetku stoletja. Tu je, kot je povedala umetnostna zgodovinarka Anne Poulet, »nežne pokrajine z nenehno spreminjajočim se ozračjem so bile popolnoma prilagojene njegovim talentom. Za razliko od Moneta ni nikoli iskal drame divjajočega se oceana ali briljantno obarvanih krajin Azurne obale«.
Leta 1881 je Sisley opravil drugo kratko pot v Veliko Britanijo.
Leta 1897 sta Sisley in njegova partnerka znova obiskala Britanijo in se 5. avgusta končno poročila v Walesu v Cardiff . Prenočila sta v Penarthu, kjer je Sisley naslikal vsaj šest olj morja in pečin. Sredi avgusta so se preselili v hotel Osborne v zalivu Langland na polotoku Gower, kjer je ustvaril vsaj enajst oljnih slik v in okoli zaliva Langland in zaliv Rotherslade (takrat imenovan Lady's Cove). V Francijo so se vrnili oktobra. To je bilo Sisleyjevo zadnje potovanje po njegovi domovini. Narodni muzej Cardiff ima dve njegovi oljni sliki Penartha in Langlanda.
Naslednje leto je Sisley zaprosil za francosko državljanstvo, a je bil zavrnjen. Druga prijava je bila podprta s policijskim poročilom, vendar je bolezen posredovala in Sisley je do smrti ostal britanski državljan.
Umrl je 29. januarja 1899 zaradi raka grla v mestu Moret-sur-Loing v starosti 59 let, nekaj mesecev po smrti svoje žene. Njegovo truplo so pokopali na pokopališču Moret-sur-Loing.

## Delo
Sisleyeva študentska dela so izgubljena. Njegove prve krajinske slike so mračne, obarvane s temnimi rjavkami, zelenimi in bledo modro barvo. Pogosto so jih ocenjevali pri Château de Marly in Saint-Cloud. O Sisleyjevem razmerju s slikami J. M. W. Turnerja in Johna Constableja, ki jih je morda videl v Londonu, je malo znanega, nekatere pa kažejo, da so ti umetniki morda vplivali na njegov razvoj impresionističnega slikarja , kot ga imata Gustave Courbet in Jean-Baptiste-Camille Corot.
Navdušil ga je slog in tema prejšnjih sodobnih slikarjev Pissarroja in Maneta . Med impresionisti je Sisleyja zasenčil Monet, katerega delo po slogu in vsebini je podobno, čeprav so Sisleyjevi učinki bolj umirjeni . Umetnostni zgodovinar Robert Rosenblum ga je opisal kot »skoraj generični značaj, neosebna učbeniška predstava popolne impresionistične slike« , njegovo delo močno prikliče vzdušje, njegovo nebo pa je vedno impresivno. Koncentriral se je na krajino bolj dosledno kot kateri koli drugi impresionistični slikar.
Med najbolj znanimi Sisleyjevih delih sta Street in Moret in Sand Heaps, ki sta v lasti Čikaškega inštituta za umetnost, in Most v Moret-sur-Loing, prikazana v Parizu v Musée d'Orsay. Allée des peupliers de Moret ('Aleja topolov pri Moretu') je bil trikrat ukradena iz muzeja Musée des Beaux-Arts v Nici - enkrat leta 1978, ko je bila posojena v Marseillu (našli so jo nekaj dni kasneje v mestni kanalizaciji), spet leta 1998 (ko je bil kustos muzeja obsojen zaradi tatvine in pet let zaprt z dvema sostorilcema) in nazadnje avgusta 2007 (4. junija 2008 jo je francoska policija odvzela in tri druge ukradene slike iz kombija v Marseillu).
Odkrili so veliko število ponaredkov. Sisley je ustvaril približno 900 oljnih slik, približno 100 pastelov in številne druge risbe.

## Galerija
- Alfred Sisley: 1882
- Most pri Villeneuve-la-Garenne, (1872)
- Avenija kostanjevih dreves blizu La Celle-Saint-Cloud
- Terase pri kraju Saint-Germain, Pomlad, 1875
- Poplave pri Port-Marly, 1876.
- Sneg na cesti v Louveciennes, 1874
- Cerkev v Moretu, 1893
- Most v Moret-Sur-Loing, 1887